# Kołdowo
Kołdowo (niem. Kaldau, kaszub. Kòłdowò) – wieś w Polsce położona w województwie pomorskim, w powiecie człuchowskim, w gminie Człuchów przy drodze krajowej nr 25. Wieś jest siedzibą sołectwa Kołdowo, w którego skład wchodzą również miejscowości Dąbki, Murzynowo, Nowosiółki, Piaskowo i Zbrzyca.
Wieś królewska starostwa człuchowskiego w województwie pomorskim w drugiej połowie XVI wieku. W latach 1975–1998 miejscowość administracyjnie należała do województwa słupskiego.
Inne miejscowości o nazwie Kołdowo: Kołdów